# Saito
Saito (japonsky:西都市 Saito-ši) je japonské město v prefektuře Mijazaki na ostrově Kjúšú. Žije zde přes 30 tisíc obyvatel. Město se soustředí na zemědělskou výrobu, pěstují se zde hlavně zelené papriky, sladká kukuřice a okurky. Nachází se zde několik muzeí a šintoistických chrámů.